# Воля-Дембська
Воля-Дембська (пол. Wola Dębska) — село в Польщі, у гміні Шидлово Млавського повіту Мазовецького воєводства.
Населення — 70 осіб (2011).
У 1975-1998 роках село належало до Цехановського воєводства.

## Демографія
Демографічна структура станом на 31 березня 2011 року:
|          | Загалом | Допрацездатний вік | Працездатний вік | Постпрацездатний вік |
| -------- | ------- | ------------------ | ---------------- | -------------------- |
| Чоловіки | 32      | 3                  | 24               | 5                    |
| Жінки    | 38      | 7                  | 20               | 11                   |
| Разом    | 70      | 10                 | 44               | 16                   |